# Sistema Bratt

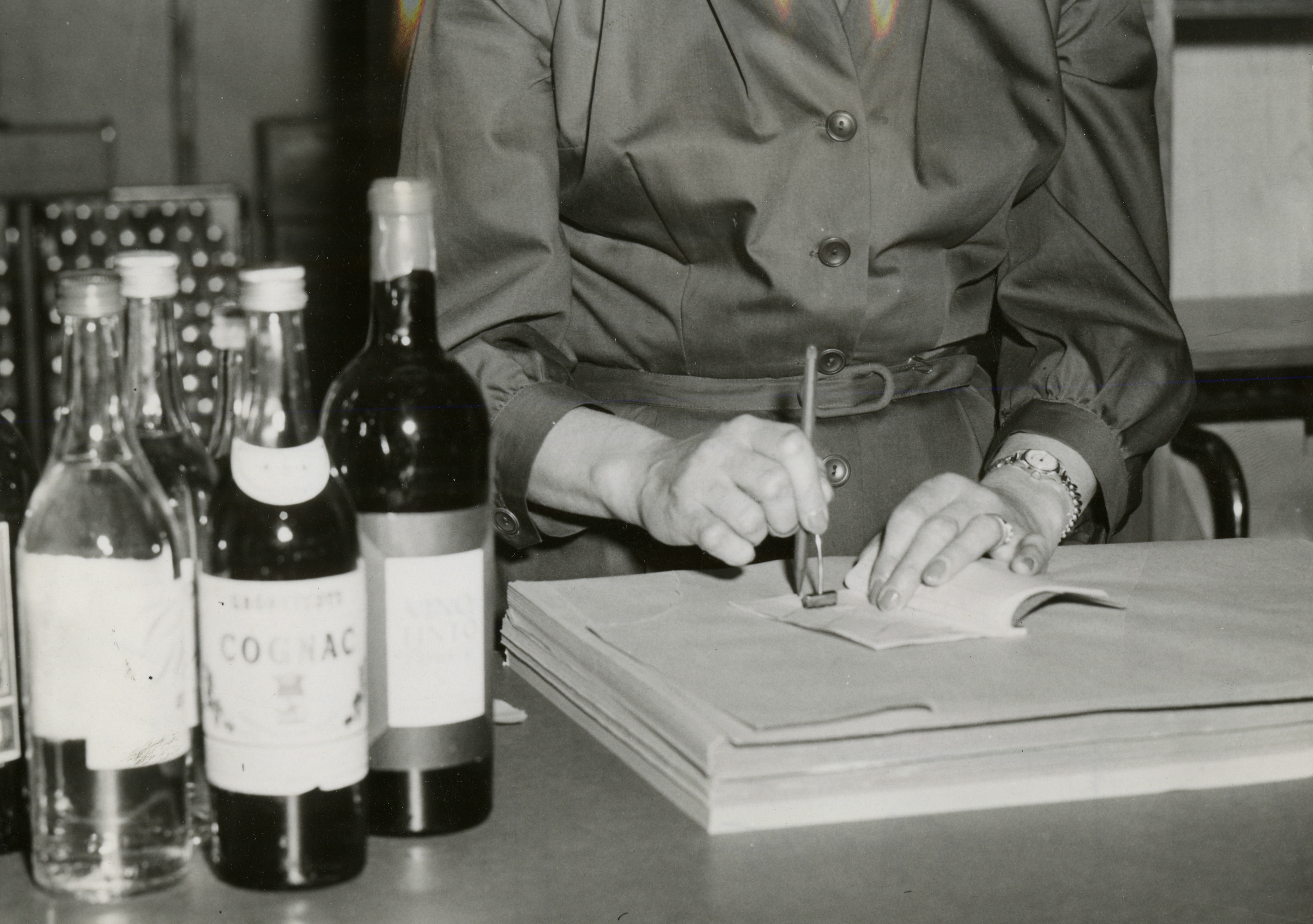
Una empleada sella la cartilla de racionamiento de alcohol (1955).

El sistema Bratt (en sueco, Brattsystemet) fue el modelo de racionamiento de bebidas alcohólicas que imperó en Suecia desde 1917 hasta 1955. Bajo este sistema, el gobierno sueco asignaba a cada consumidor una cartilla (motbok) y un límite mensual de alcohol para comprar en los establecimientos autorizados.

## Historia

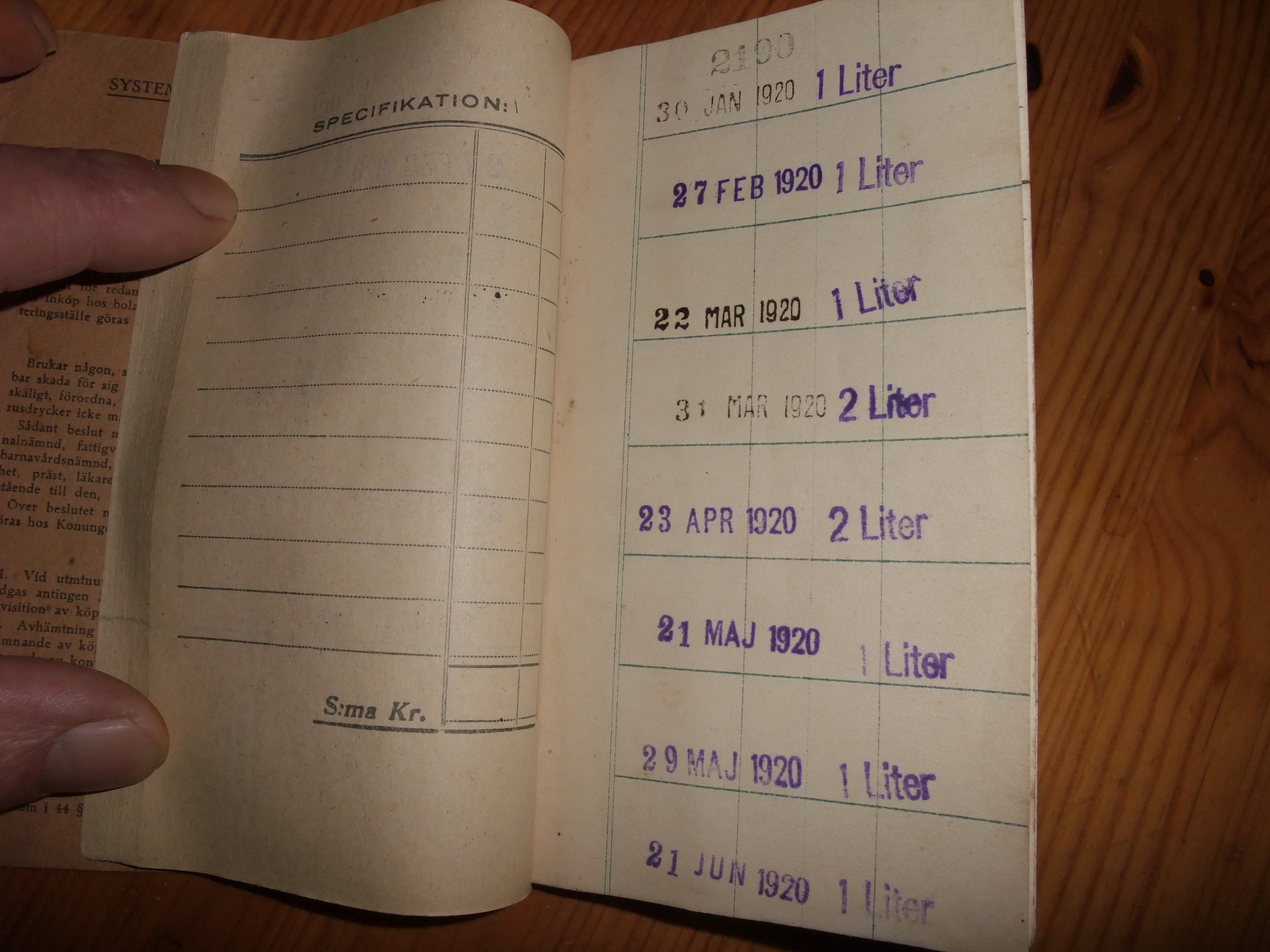
Cartilla de racionamiento de alcohol en Suecia, con registros de la fecha y cantidad comprada.

En un contexto marcado por el auge del movimiento por la Templanza, el parlamento de Suecia había aprobado medidas para limitar el consumo de bebidas alcohólicas, entre ellas la prohibición del destilado casero (1855) y la restricción de venta a establecimientos autorizados (1905). Con el objetivo de impedir una prohibición total durante la Primera Guerra Mundial, el político Ivan Bratt propuso en 1914 un modelo de racionamiento que calculaba el límite de alcohol por persona, controlado a través de una cartilla (motbok). El registro fue probado con éxito en Estocolmo y tres años después se implantó a nivel nacional.
El 27 de agosto de 1922 se celebró un referéndum para implantar la ley seca, pero los votantes la rechazaron por un estrecho margen. Así Suecia pudo consolidar el racionamiento de alcohol cuando otros países nórdicos lo habían prohibido. Con todo, el modelo Bratt presentaba importantes restricciones. Para acceder al sistema era necesario registrarse, y además del consumo (con distinción entre vino y licores) se tenían en cuenta aspectos como el género o la situación laboral. Una vez se obtenía la cartilla, los empleados de las licorerías registraban cada compra con la fecha y la cantidad. A finales de los años 1950 el límite establecido era de tres litros al mes.
El racionamiento fue abolido el 1 de octubre de 1955 y reemplazado por el actual sistema de venta sin cartilla en los establecimientos estatales autorizados (Systembolaget). El monopolio sobre la producción y distribución quedó en manos del grupo Vin & Sprit hasta 1994.